# Fytomenadion
Fytomenadion wordt ook wel vitamine K1 genoemd. Ook fyllochinon is gangbaar en wordt het meest in de Engelse en Duitse taal gebruikt. Het is een gele viskeuze vloeistof, die slecht in water oplost en goed in vet.
De stof is opgenomen in de lijst van essentiële geneesmiddelen van de WHO.

## Voorkomen
Vitamine K1 bevindt zich in de lamellenmembranen van chloroplasten in groene planten (kool, spinazie, spruitjes). De andere vormen van vitamine K kunnen in het menselijk lichaam in de darmen gevormd worden. In het lichaam zit vitamine K in het bloedplasma, in de lever, nieren en milt.

## Geschiedenis
Fytomenadion werd in 1929 uit luzerne-bladeren geïsoleerd. In 1943 kregen Henrik Dam, voor de ontdekking, en Edward Adelbert Doisy voor het ophelderen van de chemische structuur van vitamine K samen de Nobelprijs voor fysiologie of geneeskunde.

## Toepassing in de geneeskunde
De twee belangrijkste toepassingen in de geneeskunde zijn:
- Couperen overdosering van vitamine-K antagonisten, de coumarinederivaten.
- Profylaxe van en bloedingen door vitamine-K tekort bij neonaten.[1]

In Nederland is de orale toepassing een FNA-voorschrift, dat magistraal wordt bereid.
Fytomenadion is opgenomen in de 18e uitgave van de lijst met essentiële geneesmiddelen van de WHO uit 2013.